# Caprella irregularis
Caprella irregularis är en kräftdjursart som beskrevs av Mayer 1890. Caprella irregularis ingår i släktet Caprella och familjen Caprellidae. Inga underarter finns listade i Catalogue of Life.